# (6629) Kurtz
(6629) Kurtz ist ein Asteroid des Hauptgürtels, der am 17. Oktober 1982 vom US-amerikanischen Astronomen Edward L. G. Bowell an der Anderson Mesa Station (IAU-Code 688) des Lowell-Observatoriums im Coconino County in Arizona entdeckt wurde.
Der Asteroid wurde am 28. August 1996 nach dem emeritierten Professor für Philosophie Paul Kurtz (1925–2012) benannt, der Gründer und Vorsitzender des Thinktanks Committee for Skeptical Inquiry (CSI) war und den Begriff Eupraxsophie für Philosophien und Weltanschauungen wie den säkularen Humanismus oder den Konfuzianismus prägte, die keine Bezugnahme auf Transzendenz oder Übernatürliches enthalten.